# C/2013 S1 (Catalina)
C/2013 S1 (Catalina) — одна з гіперболічних комет. Ця комета була відкрита 28 вересня 2013 року; вона мала 19.0m на час відкриття.